# 烏山頭溝
25°08′28″N 121°26′56″E / 25.14111°N 121.44889°E
烏山頭溝，位於台灣新北市八里區米倉里的一條溪流，為淡水河的支流。該溪發源於觀音山主峰東側山谷，向東流經石壁腳北側、烏山頭山北側、烏山頭聚落、龍米路二段（省道台15線）烏山頭橋後，注入淡水河。